# St. Michael (Seehausen am Staffelsee)

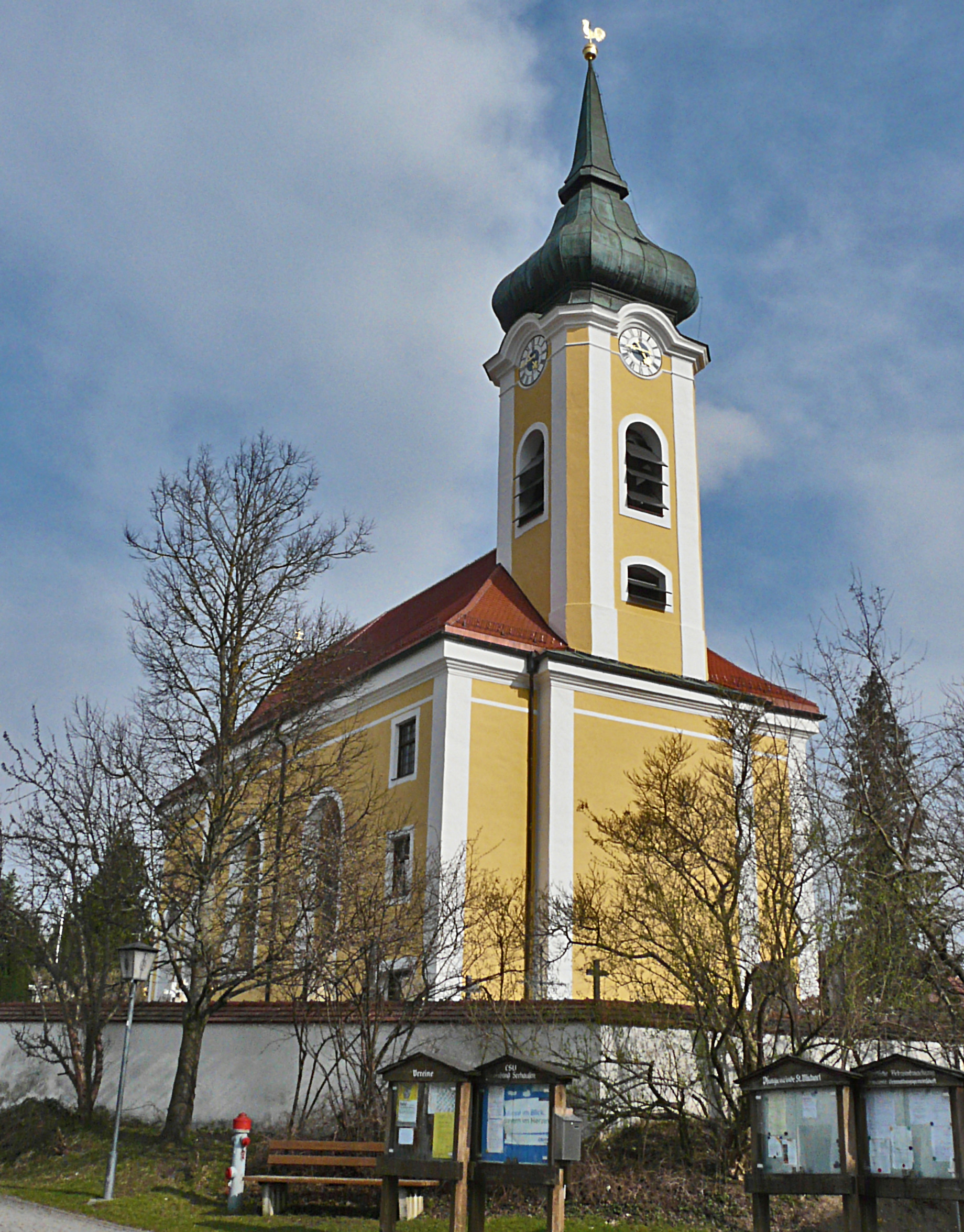
St. Michael von Nordwesten

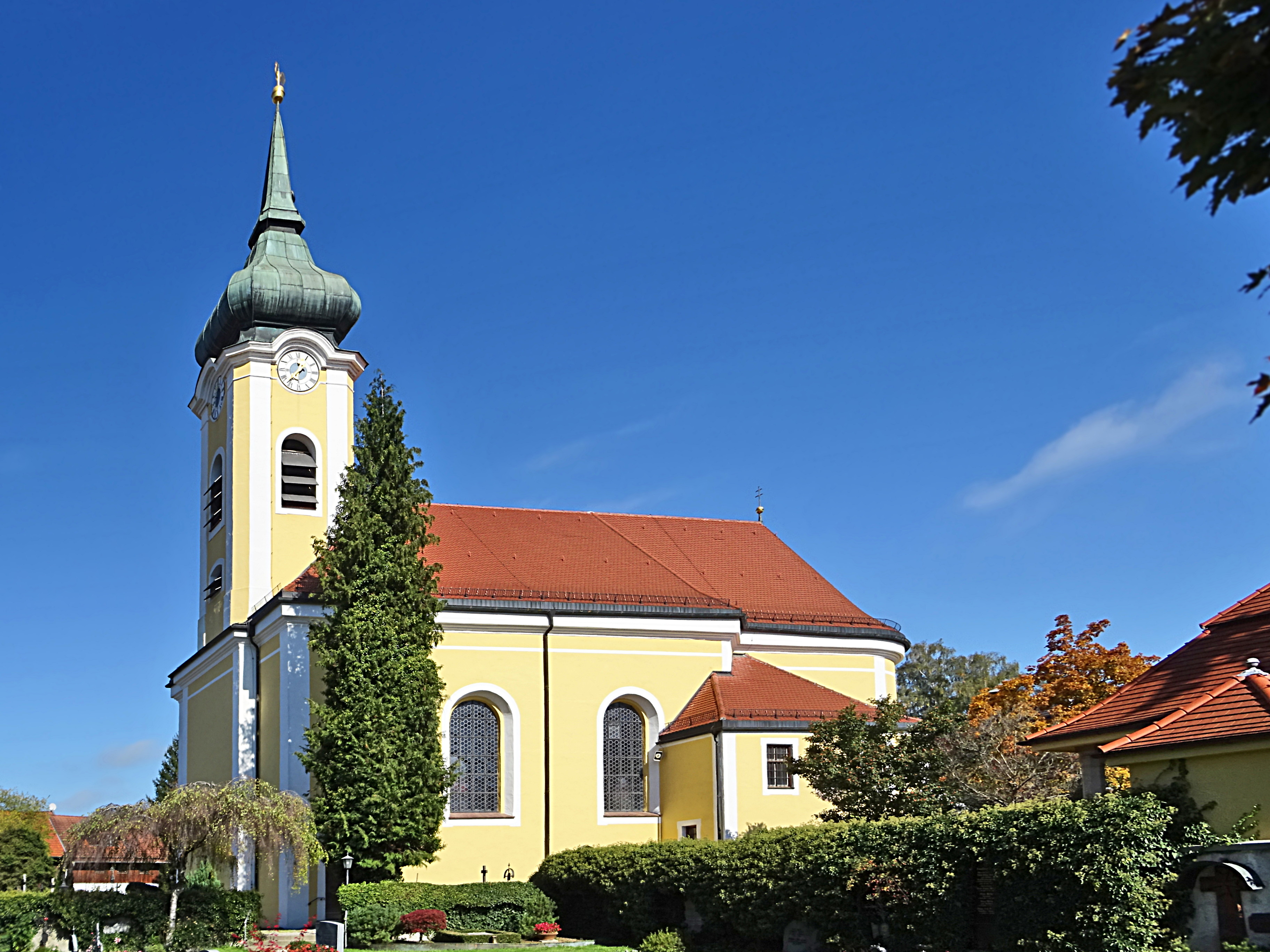
St. Michael von Süden

Die römisch-katholische Pfarrkirche St. Michael steht in Seehausen am Staffelsee im oberbayerischen Landkreis Garmisch-Partenkirchen. Das denkmalgeschützte Gotteshaus gehört zum Dekanat Benediktbeuern im Bistum Augsburg. Die Adresse lautet Seestraße 2.

## Geschichte
Im Jahr 1773 gelang es Fürstbischof Clemens Wenzeslaus und Kurfürst Maximilian vom Kloster Ettal eine Genehmigung zur Errichtung einer neuen Dorfkirche in Seehausen zu erhalten. Zuvor mussten alle Einwohner der Pfarrei immer auf die Insel Wörth zur dortigen Inselkirche, die Pfarrkirche war. St. Michael wurde von Anfang April 1774 bis 1776 unter Leonhard Matthäus Gießl erbaut. Dabei wurden die Steine der kurz zuvor abgebrochenen Inselkirche verwendet. Die Kirchweihe erfolgte am 21. Juli 1782 durch den Augsburger Fürstbischof Clemens Wenzeslaus. Gestiftet wurde die Kirche – wie auch der Pfarrhof und die Schule – vom in Seehausen gebürtigen Verleger Matthäus Rieger.
1882 erfolgte eine Renovierung, bei der diverse Einrichtungsgegenstände im Geschmack der Zeit übermalt wurden. Auch im Jahr 1960 wurde die Kirche innen und außen renoviert. Jedoch wurden bereits 1975 erneut Arbeiten nötig: Die Mauern wurden trockengelegt und das barocke Erscheinungsbild wiederhergestellt.
Seit 1935 findet von St. Michael die Seehauser Fronleichnamsprozession über den Staffelsee zur Insel Wörth statt.

## Beschreibung und Ausstattung

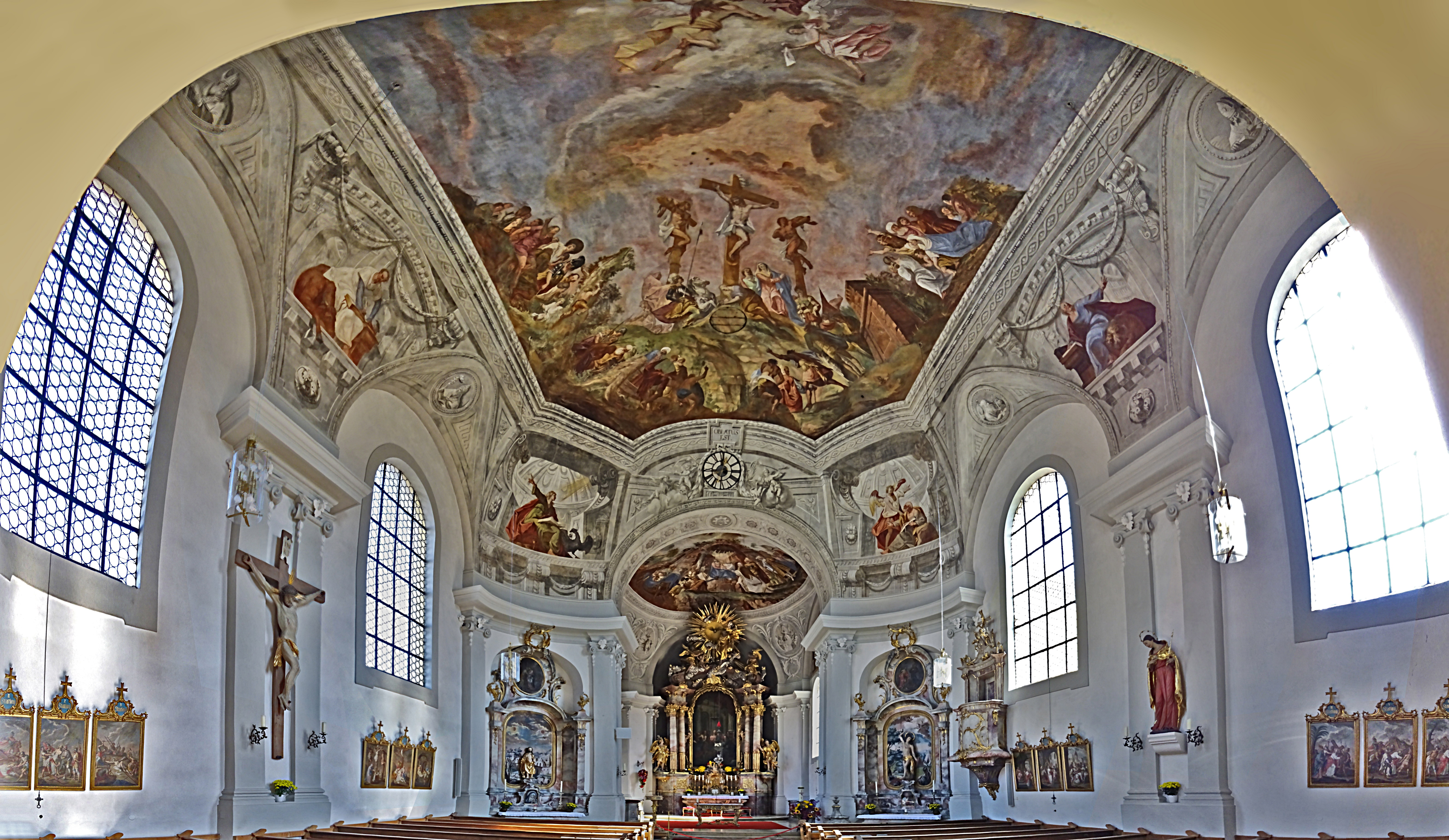
Innenraum-Panorama

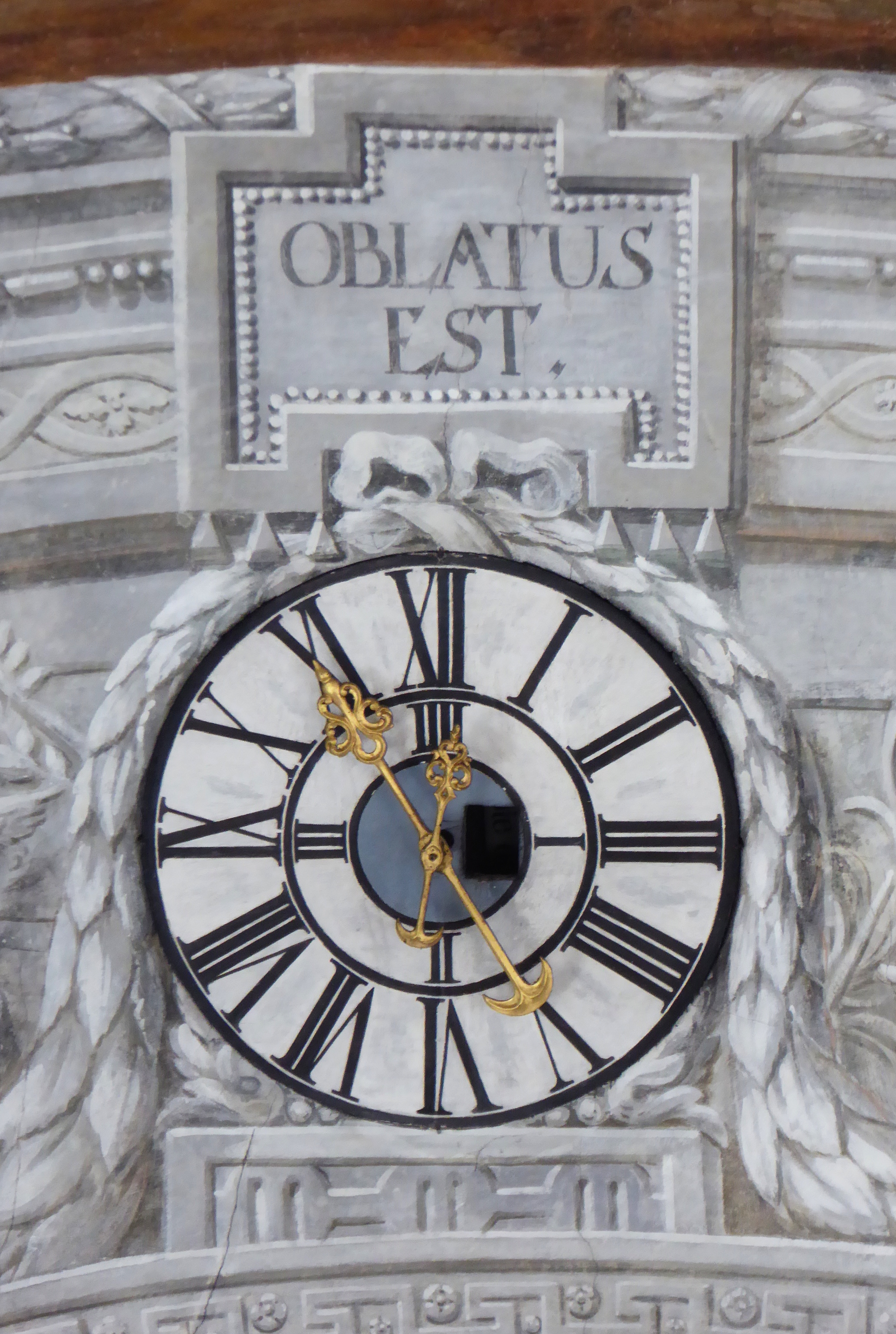
Uhr über dem Hochaltar

Auf der Westseite der spätbarocken zentralisierten Saalkirche befindet sich der Zwiebelturm. Der Chor ist etwas eingezogen.
Wie auch die Steine der Mauern stammen weite Teile der Kirchenausstattung, wie das barocke Gestühl, die Beichtstühle, die Michaels- und die Raphaels-Figur des Hochaltares und ein Altarblatt der Verehrung des Allerheiligsten aus dem Jahr 1674, von der abgebrochenen Inselkirche.
Die Fresken malte Johann Georg Kaiser. Im Chorgewölbe wird die Verehrung des Jesukinds durch die Heiligen Drei Könige gezeigt, links davon die wundersame Brotvermehrung, rechts die Hochzeit zu Kana. Im Kirchenschiff ist an der Decke die Kreuzigung Jesu dargestellt, an den Wänden befinden sich Malereien der vier Evangelisten sowie der abendländischen Kirchenväter, umrahmt von aufgemalten Stuckaturen.

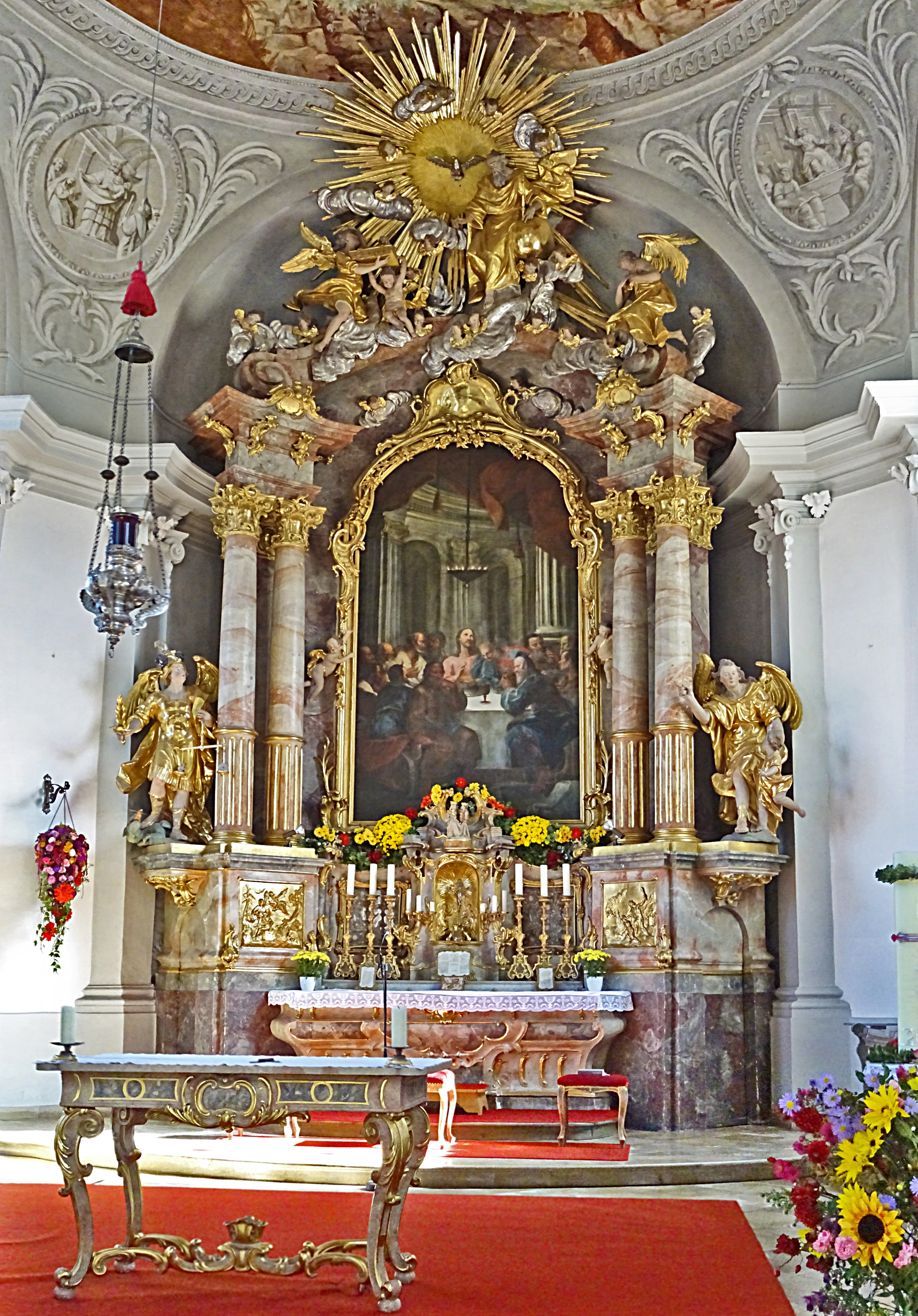
Der barocke Hochaltar

Am barocken Hochaltar stehen links und rechts Figuren der Erzengel Michael und Raphael. Das Altarbild zeigt das Abendmahl Jesu, gemalt 1790 von Franz-Xaver Strobl. Der Altarauszug enthält Gottvater im Strahlenkranz.
Beide Seitenaltäre stammen wohl aus späterer Zeit als der Hochaltar. Der linke enthält unter anderem ein kleines Hinterglasbild der „Seehauser Muttergottes“, der rechte eines des hl. Josef. Die Schreinerarbeiten stammen von den Kistlern Predl aus Murnau am Staffelsee und Anselm Bußjäger aus Schöffau.
Die Kanzel stammt aus der Werkstatt Zwinck in Oberammergau.

### Glocken
Bis 1917 drei Glocken abgegeben werden mussten, befand sich im Turm ein vierstimmiges Geläut, dessen einzelne Glocken aus den Jahren 1487, 1784, 1851 und 1863 stammten. Die älteste Glocke blieb erhalten und wurde im Jahr 1924 durch drei neue ergänzt. Da im Zweiten Weltkrieg erneut alle Glocken bis auf die älteste eingezogen wurden, erhielt Seehausen 1948 vier neue Stahlglocken, gegossen vom Bochumer Verein:
| Nr. | Schlagton | Gewicht (ca. in kg) | Durchmesser (in mm) |
| --- | --------- | ------------------- | ------------------- |
| 1   | cis′      | 2500                | 1700                |
| 2   | e′        | 1270                | 1430                |
| 3   | fis′      | 910                 | 1275                |
| 4   | a′        | 520                 | 1070                |

Im Jahr 2014 wurden diese vier Glocken durch neue Bronzeglocken der Innsbrucker Glockengießerei Grassmayr ersetzt, die sich nunmehr mit der weiterhin verbliebenen historischen Bronzeglocke zu einem fünfstimmigen Geläut zusammensetzen.
| Nr. | Name        | Schlagton | Gewicht (ca. in kg) | Durchmesser (in mm) | Gussjahr | Anmerkung                              |
| --- | ----------- | --------- | ------------------- | ------------------- | -------- | -------------------------------------- |
| 1   | St. Michael | d′+7      | 1501                | 1335                | 2014     |                                        |
| 2   | St. Vinzenz | e′+6      | 1074                | 1200                | 2014     | gestiftet von Konrad Adlwart jun.      |
| 3   | St. Nepomuk | fis′+5    | 756                 | 1065                | 2014     |                                        |
| 4   | St. Ulrich  | a′+6      | 489                 | 920                 | 2014     | gestiftet vom Verein „Da Sea is inser“ |
| 5   |             | h′+7      |                     | 730                 | 1487     |                                        |

### Orgel
Die erste Orgel wurde 1792 eingebaut und 1915 durch ein neues Instrument von Behler & Waldenmaier ersetzt. Die heutige Orgel mit mechanischer Traktur wurde 2003 von Siegfried Schmid erbaut, zwei Register wurden dabei aus dem Vorgängerinstrument übernommen. Die Disposition des 18-registrigen Instruments mit 955 Metall- und 81 Holzpfeifen lautet:

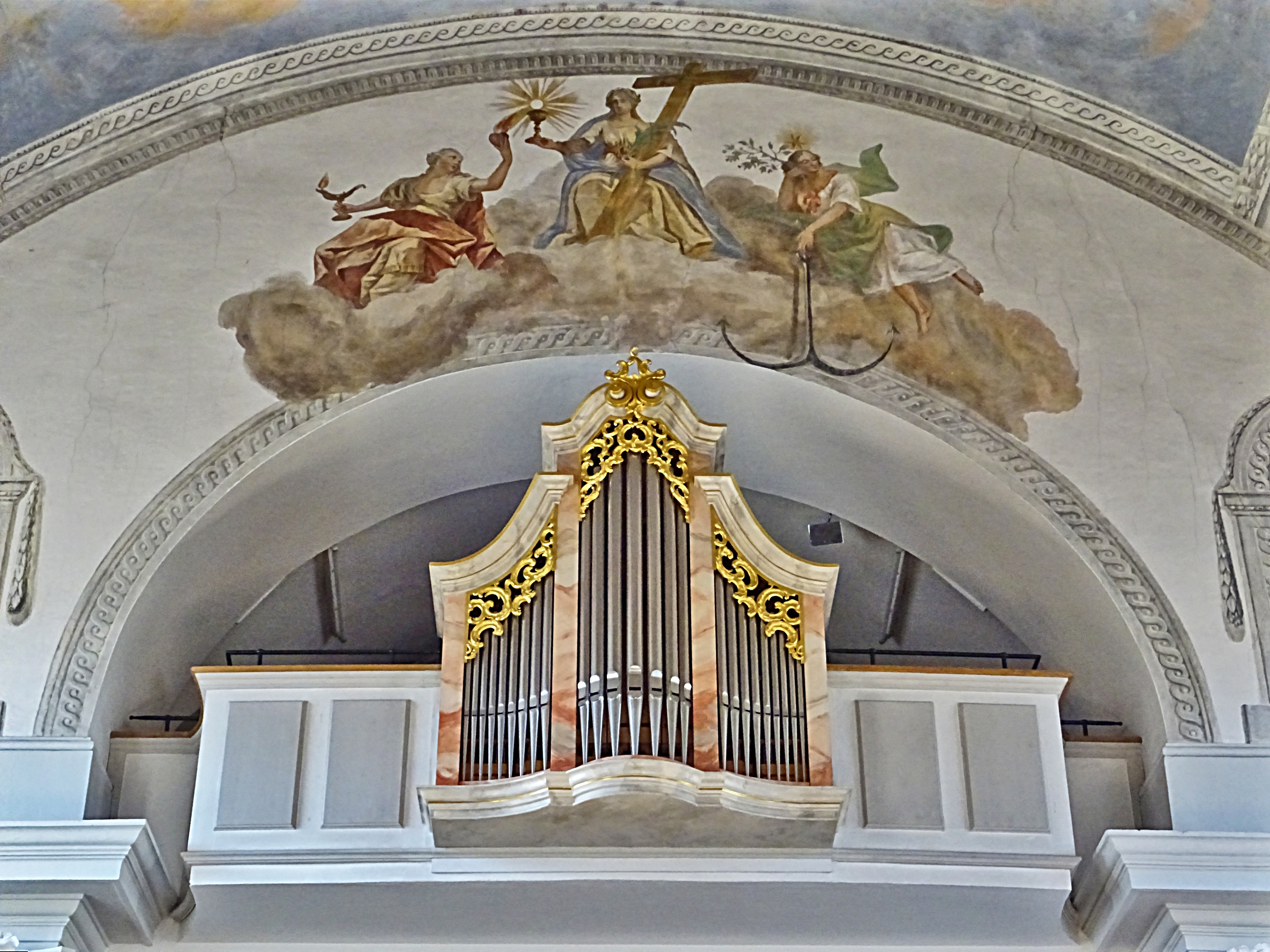
Die Orgel

| I Rückpositiv C–g3 |                  |
| Gedeckt            | 8′               |
| Salicional (ab c)  | 8′ (alt)         |
| Hohlflöte          | 4′               |
| Nasat              | 2 ⁄3′ (Vorabzug) |
| Sesquialter        | 2 ⁄3′ und 1 3⁄5′ |
| Waldflöte          | 2′               |
| Quinte             | 1 ⁄3′            |
| Tremulant          |                  |

| II Hauptwerk C–g3         |               |
| Principal                 | 8′            |
| Principalschwebung (ab c) | 8′            |
| Rohrflöte                 | 8′            |
| Viola (ab c)              | 8′ (alt)      |
| Octav                     | 4′            |
| Spitflöte                 | 4′            |
| Octav                     | 2′ (Vorabzug) |
| Mixtur III                | 2′            |
| Trompete                  | 8′            |

| Pedal C–f1 |     |
| Subbass    | 16′ |
| Flötbass   | 8′  |
| Choralbass | 4′  |
| Fagottbass | 16′ |